# Acalolepta bifasciata
Acalolepta bifasciata là một loài bọ cánh cứng trong họ Cerambycidae.